# Tom McEwen
Tom McEwen (Londres, 10 de mayo de 1991) es un jinete británico que compite en la modalidad de concurso completo.
Participó en dos Juegos Olímpicos de Verano, obteniendo en total tres medallas, dos en Tokio 2020, oro en la prueba por equipos (junto con Laura Collett y Oliver Townend) y plata individual, y una de oro en París 2024, en la prueba por equipos (con Rosalind Canter y Laura Collett).
Ganó una medalla de oro en el Campeonato Mundial de Concurso Completo de 2018, en la prueba por equipos.
En 2022 fue nombrado miembro de la Orden del Imperio Británico (MBE).

## Palmarés internacional
| Juegos Olímpicos   | Juegos Olímpicos       | Juegos Olímpicos | Juegos Olímpicos |
| Año                | Lugar                  | Medalla          | Categoría        |
| ------------------ | ---------------------- | ---------------- | ---------------- |
| 2020               | Tokio (Japón)          | Medalla de oro   | Por equipos      |
| 2020               | Tokio (Japón)          | Medalla de plata | Individual       |
| 2024               | París (Francia)        | Medalla de oro   | Por equipos      |
| Campeonato Mundial |                        |                  |                  |
| Año                | Lugar                  | Medalla          | Categoría        |
| 2018               | Tryon (Estados Unidos) | Medalla de oro   | Por equipos      |